# Monanchora
Monanchora is een geslacht van sponsdieren uit de klasse van de Demospongiae (gewone sponzen).

## Soorten
- Monanchora alaskensis (Lambe, 1895)
- Monanchora arbuscula (Duchassaing & Michelotti, 1864)
- Monanchora brasiliensis (Esteves, Lerner, Lôbo-Hajdu & Hajdu, 2012)
- Monanchora clathrata (Carter, 1883)
- Monanchora dianchora (de Laubenfels, 1935)
- Monanchora enigmatica (Burton & Rao, 1932)
- Monanchora laevissima (Dendy, 1922)
- Monanchora laminachela (Lehnert, Stone & Heimler, 2006)
- Monanchora lipochela (Dendy, 1922)
- Monanchora pulchra (Lambe, 1895)
- Monanchora quadrangulata (Lévi, 1958)
- Monanchora stocki (van Soest, 1990)
- Monanchora unguiculata (Dendy, 1922)
- Monanchora viridis (Kieschnick, 1900)